# Apareiodon affinis
Apareiodon affinis é uma espécie de peixe teleósteo caraciforme da família dos hemiodontídeos. Chegam a medir até 17 cm de comprimento. Também são conhecidos pelos nomes de canivete, charuto, duro-duro, piki, virolito e pirá palito.

## Distribuição
A espécie de peixe de água doce, é originária da Bacia do Rio da Prata, podendo ser encontrada no no sul do Brasil, no Paraguai e no norte da Argentina.